# Gustaf Wennman
Carl Gustaf Wennman, född 12 oktober 1865 i Stockholm, död 27 augusti 1947 i Stockholm, var en svensk  tecknare och grafiker.
Han var son till snickaren Johan Gustaf Wennman och Mathilda Charlotta Sundström. Wennman studerade vid Tekniska skolan och Konstakademien i Stockholm 1884–1886 och var efter studierna huvudsakligen verksam som illustratör av vetenskapliga arbeten. Hans konst består av stadsbilder och gårdsinteriörer. Wennman är representerad vid bland annat Tekniska museet i Stockholm.  

## Galleri

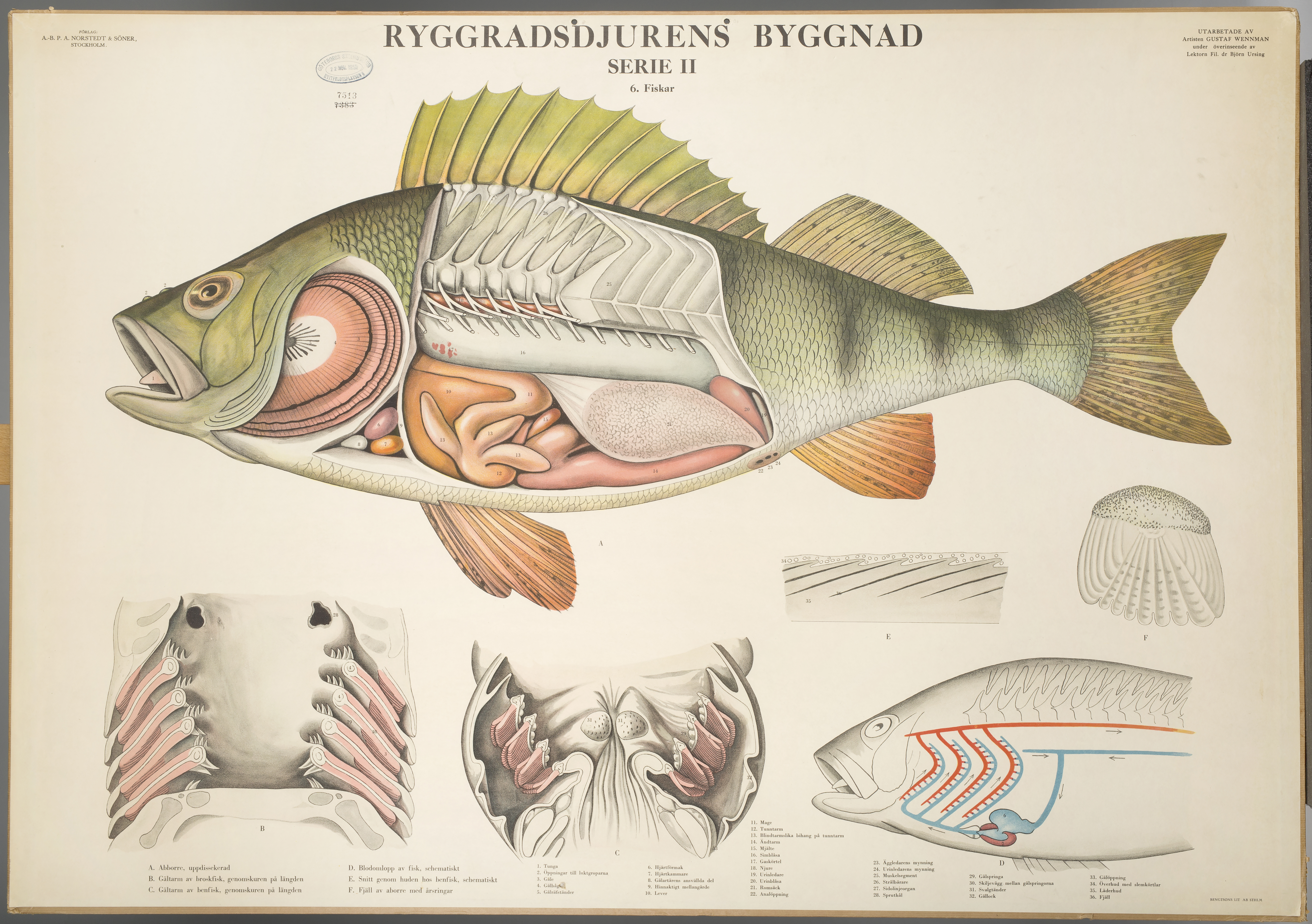
Plansch: Ryggradsdjurens byggnad
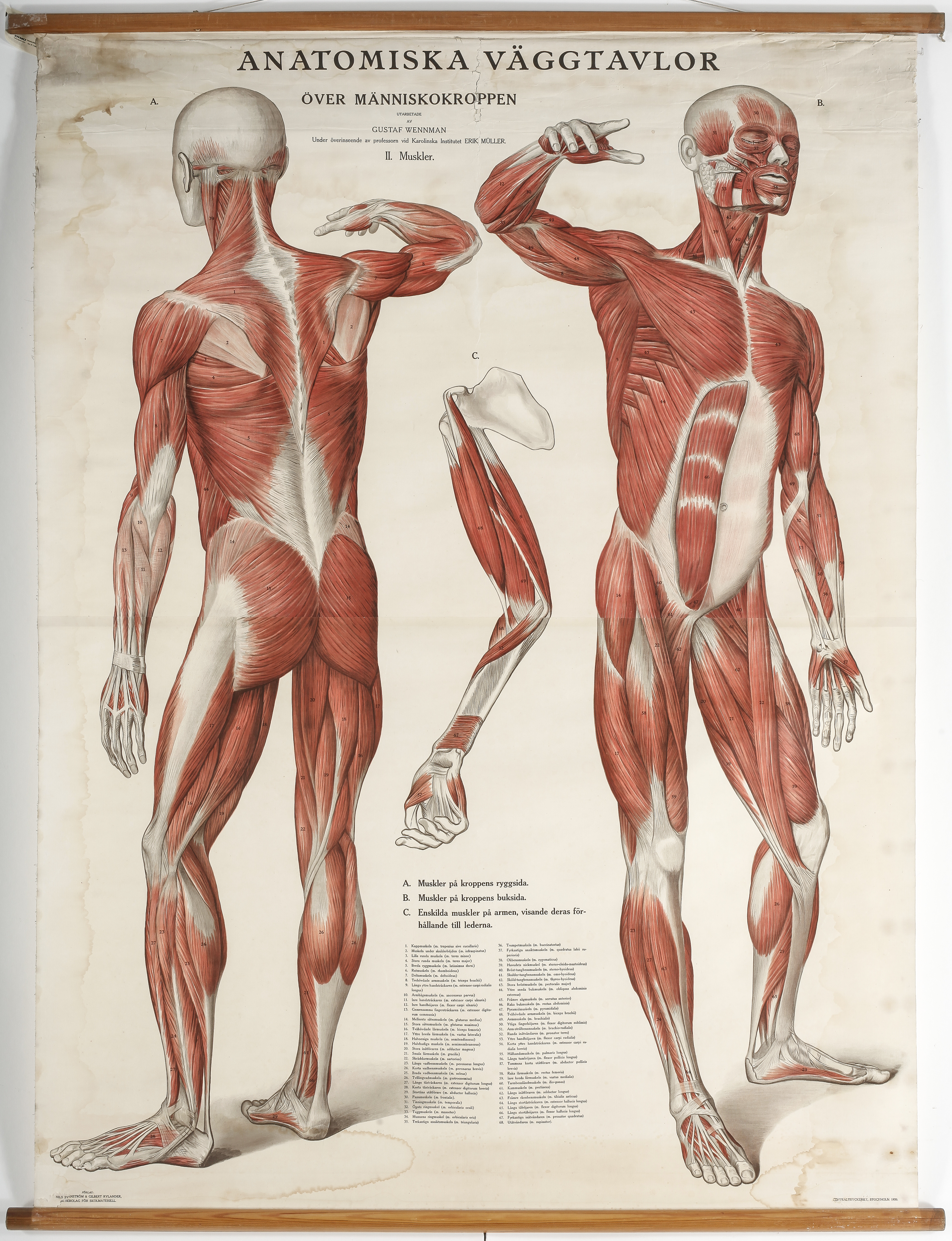
Plansch: Anatomiska väggtavlor över människokroppen, 1920